# Primrose Path (album)
Primrose Path is het eerste studioalbum van de Welshe posthardcoreband Dream State. Het werd op 18 oktober 2019 uitgebracht op het Australische platenlabel UNFD. Het album werd geproduceerd door Dan Weller.
Op 6 maart 2019 kwam de eerste single van het album "Hand in Hand" uit. De tweede single "Primrose" kwam uit op 10 juli 2019, gevolgd door de derde single "Open Windows" en een officiële bekendmaking van het album op 20 augustus 2019. Op 8 oktober 2019, tien dagen voor de plaat uitkwam volgde een vierde single "Twenty Letters" die uitkwam via BBC Radio 1.

## Tracklist
1. Made Up Smile - 5:34
2. Are You Ready To Live? - 4:15
3. Hand In Hand - 3:19
4. Open Windows - 3:51
5. Twenty Letters - 3:48
6. Spitting Lies - 3:33
7. Out Of The Blue - 3:37
8. Chapters - 3:54
9. Primrose - 4:24
10. I Feel It Too - 5:01

## Medewerkers

### Muzikanten
- Charlotte-Jayne Gilpin - zang
- Aled Evans - gitaar
- Rhys Wilcox - gitaar, zang
- Jamie Lee - drums